# Synochodaeus cucullus
Synochodaeus cucullus är en skalbaggsart som beskrevs av Clarke H. Scholtz och Evans 1987. Synochodaeus cucullus ingår i släktet Synochodaeus och familjen Ochodaeidae. Inga underarter finns listade i Catalogue of Life.